# Sommer-Trüffel
Die Sommer-Trüffel (Tuber aestivum, Syn.: Tuber blotii), im Piemont auch Scorzone genannt, ist eine Pilzart aus der Familie der Trüffelverwandten und zählt zu den Echten Trüffeln. Molekularbiologische Untersuchungen ergaben, dass es sich bei der Sommer-Trüffel und der Burgunder-Trüffel (Tuber uncinatum) um eine einzige Art handelt.

## Merkmale

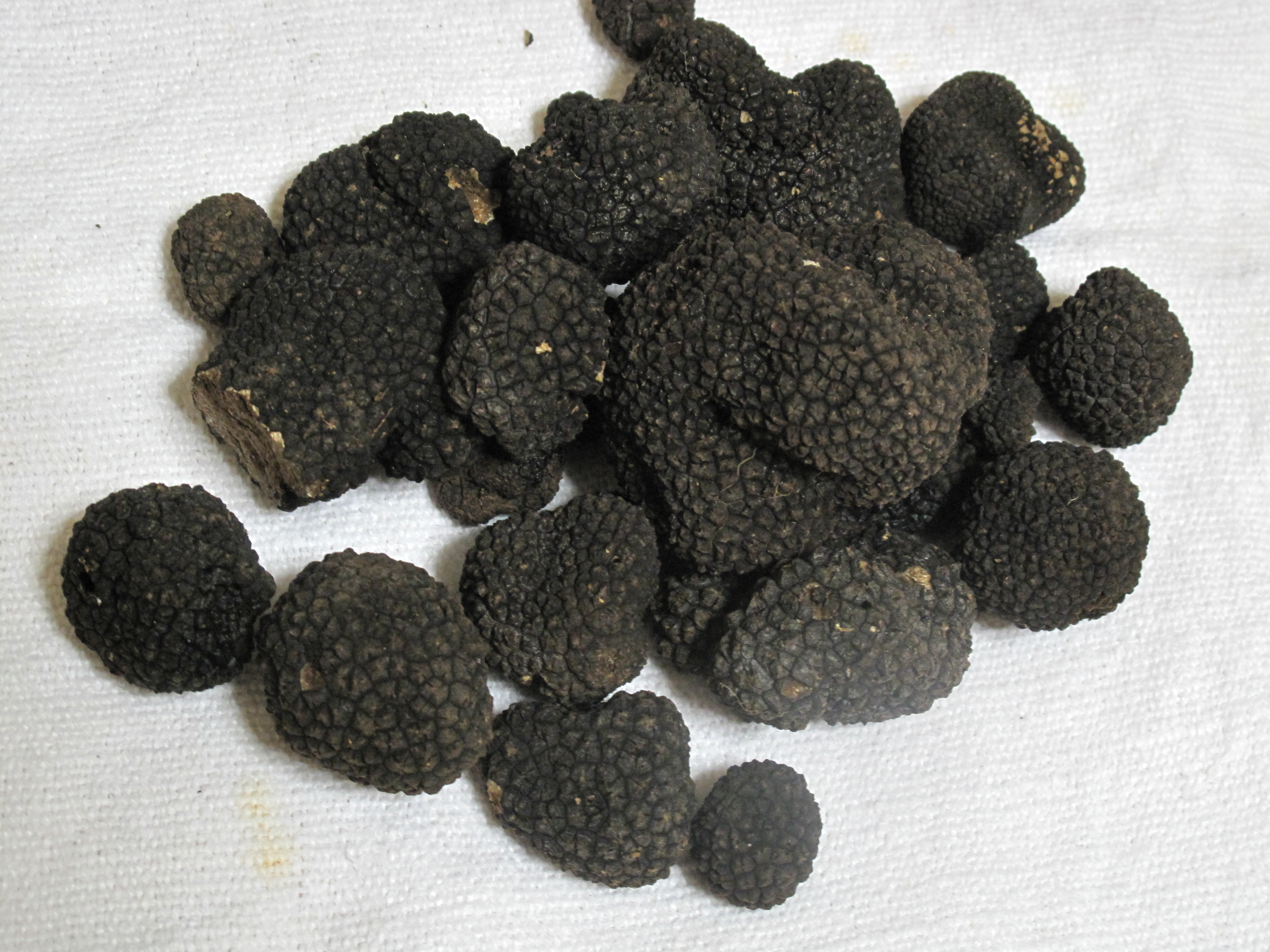
Mehrere knollige, schwarze Fruchtkörper der Sommer-Trüffel mit der typischen Oberfläche aus pyramidenförmigen Warzen.

### Makroskopische Merkmale
Diese Trüffel besitzt mehr oder weniger kugelförmige oder knollige Fruchtkörper, die zwei bis neun Zentimeter im Durchmesser erreichen. Sie hat eine dunkelbraune bis schwarze Außenhaut, die aus pyramidenförmigen Warzen besteht. Das Fruchtfleisch ist sehr fest und hart, vergleichbar mit Kohlrabi oder Karotten, und mit weißlichgrauen Adern durchzogen, die es wie eine Marmorierung erscheinen lassen. Jung ist das Fleisch weißlich und bei älteren Fruchtkörpern gelblich getönt. Der Pilz besitzt einen knoblauch- oder malzartigen Geruch. Reif entwickelt er schnell einen metallischen Geruch.

### Mikroskopische Merkmale
Die Sporen sind braun gefärbt und etwa 35 μm lang. Sie sind mit einem grobmaschigen Netz von lamellenartigen Skulpturen umgeben.

## Artabgrenzung
Ähnlich sieht die Perigord-Trüffel (Tuber melanosporum) aus, die sich bei Reife durch ein dunkleres Fleisch sowie weniger und dünnere, weiße Äderchen von der Sommer-Trüffel unterscheidet. Der Geschmack der Perigord-Trüffel ist allerdings erheblich aromatischer, was ihren hohen Preis begründet.

## Ökologie und Phänologie

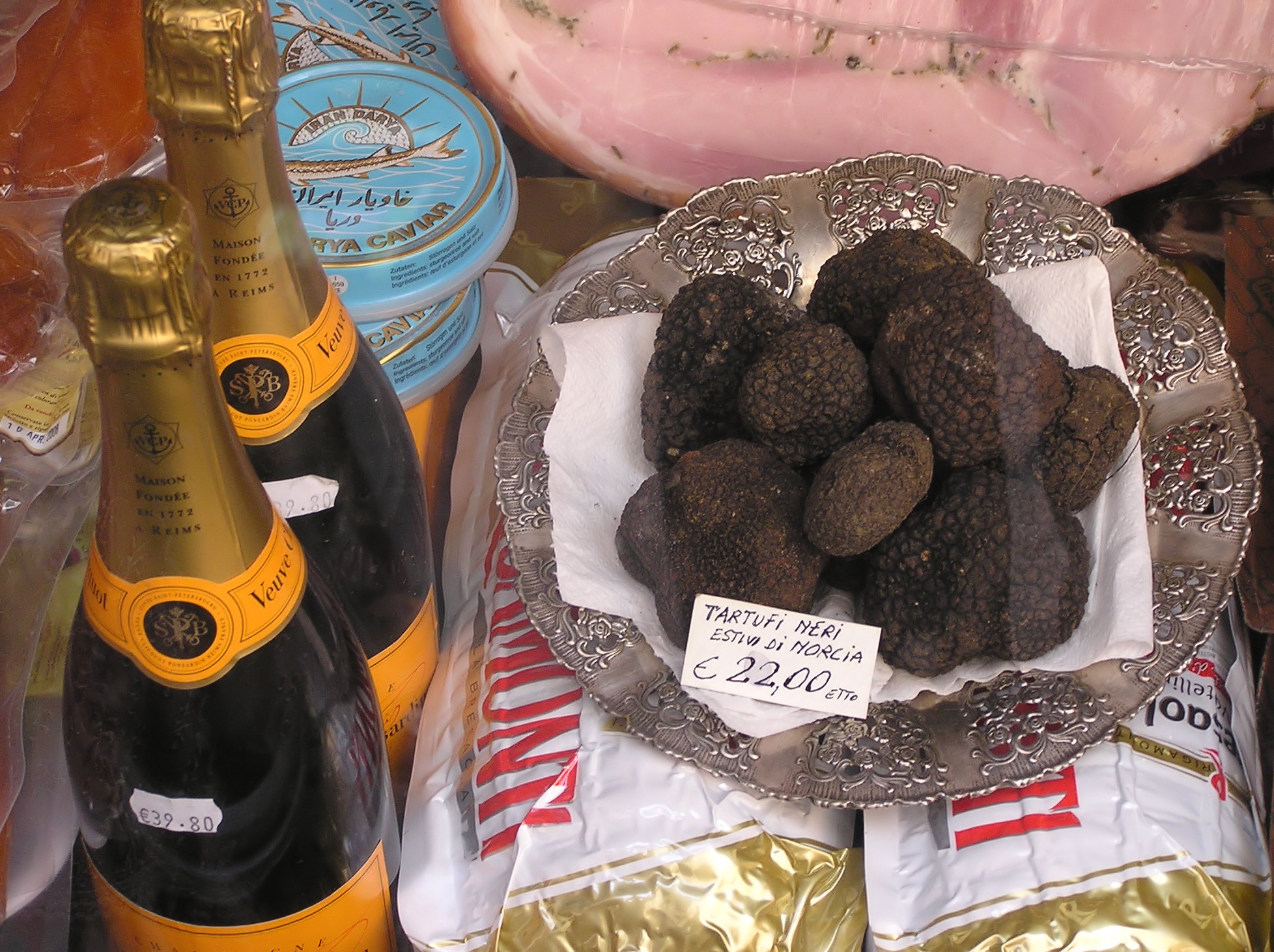
Sommer-Trüffeln im Ladenverkauf

Der Pilz ist in Laubwäldern, vor allem unter Eichen und Buchen, auf basenreichen Kalk- und Mergelböden zu finden. Seltener trifft man ihn in Nadelwäldern an.
Die Sommer-Trüffel erscheint unreif ab Juni und reif ab September. Die Fruchtkörper können bis in das folgende Jahr in den Februar überdauern.

## Verbreitung
Der Pilz wird gefunden in der Provence, in Spanien, Italien, Albanien, Ungarn, der Türkei und in der Schweiz. Aber auch in Deutschland bis in die Gegend von Jena, in Ostösterreich und seltener in England lassen sich Sommertrüffeln finden.

## Bedeutung
Der Geschmack der Sommer-Trüffel ist in gutem Reifezustand leicht nussartig. Wegen ihres milden Geschmacks ist sie jedoch weniger beliebt als andere Trüffelarten. Verwendung findet die Trüffel als Würzpilz, wobei manchmal künstliche Aromen zugefügt werden.